# 抗生素生长促进剂
抗生素生长促进剂（antibiotic growth promoters，AGPs）指在畜牧业中，作为非治疗用途使用的抗生素添加剂。20世纪50年代起，抗生素生长促进剂开始在动物生产中应用。2006年起，欧洲禁止将抗生素生长促进剂用于饲料添加剂。

## 功能
大部分抗生素生长促进剂能消灭动物肠道微生物，并促进动物机体对饲料中养分的吸收。另外，多数使用抗生素生长促进剂的人均认为抗生素生长促进剂能起到疾病预防的作用，但此作用并没有得到正式的确认。

## 副作用
长期在饲料中添加抗生素生长促进剂，可能会使动物体内细菌产生耐药性。

## 世界各地使用情况
- 欧盟于2006年1月1日起全面禁止抗生素生长促进剂在畜牧业饲料中的使用。
- 加拿大并没有禁止抗生素生长促进剂的使用。
- 目前，美国已经有多个组织提议禁用抗生素生长促进剂，但还没有推行。
- 在巴西，大多数抗生素仍允许使用，但是有规范进行限制。
- 俄罗斯要求动物屠宰前必须有3周的休药期。